# 山西青年抗敌决死队
山西青年抗敌决死队，简称决死队，又称山西新军，由山西国民兵军官教导团改编而成，是中国抗日战争时期中国共产党与阎锡山合作在山西省组织的一支新军，名义上归阎锡山领导，实际领导人是中共党员薄一波。在山西省长治市沁县建有“山西牺盟会、决死队纪念馆”。

## 编制

### 山西新军总部
新军教导总指挥部：1937年11月8日太原失守后，阎锡山退到临汾，成立新军教导总指挥部，总指挥杨爱源，参谋长韩栋材。管理新军编制和发饷。

### 山西青年抗敌决死第一纵队
1937年抗战爆发后，中共山西省公开工委根据当时的形势，由薄一波出面提出了以各训练班、教导团为基础建立山西新军的方案。阎锡山同意先组建1个团。1937年7月29日，薄一波等召开军政训练班及民训团全体学员大会，提出要组织抗日武装，号召学员报名参加。当即有300多名共产党员和民先队员带头报名，紧接着1000余名学员热烈响应，同时在各个教导团内也掀起了参加决死队的热潮。后经研究决定，以军政训练班、民训干部教练团和国民兵军官教导团第八团、第九团各300名学员，正式组建成山西青年抗敌决死队(后改称决死第1总队)。1937年8月1日，在军政训练班驻地山西太原国民师范学校大礼堂举行成立大会，薄一波主持大会并讲了话，阐述了决死队是一支坚决抗战的革命军队。阎锡山也到会祝贺并讲话。决死队初建时，兵力约1500人，队员中大学生、高中生、初中生约各占三分之一。各级军事干部由原在训练团工作的旧军官担任，各级政治干部由牺盟会调配。总队下属3个大队(营)，每个大队编4个中队(连)，这是一支按照正规部队编组，但实际上是一个干部教导团。实行具有特殊权力的政治委员制度，系统地建立了自上面下的政治工作机构，并配备了政治工作干部，总队设政委、政治部：大队设政治指导员(相当于教导员)和政治干事：各中队设政治指导员、政治工作员，每中队还成立了俱乐都和生活委员会，一度成立了士兵委员会。决死队从组建开始，即由薄一波提议，阎锡山同意施行了《政治委员制度条例》。该条例明确规定政治委员是各级部队最高首长，同时规定总队长(团长)、政治主任为同级首长，下达命令必须联署。决死队内的党组织在10月份前由中共山西省(公开)工委领导，李哲夫为省工委联络员。1937年10月份后改由中共北方局军事部长朱瑞领导；廖鲁言为北方局特派员，直接负责决死队党的工作，廖鲁言调走后，由周仲英、刘有光接任决死一总队党的工作。部队各级都建立党的组织，连队设支部。党组织是秘密的，采取单线联系办法活动。党的领导以部队政治首长的合法身份实施政治领导。公开工作与秘密工作相结合，保证了中共对部队的领导。在部队中开展民主运动，在连队建立士兵委员会，军政大事均经全体队员讨论：反对打骂，反对军阀主义；提倡经济公开，反对贪污：提倡开展游击战争，反对打阵地战的错误指挥。
- 总队长杜春沂/徐积章
- 政治委员薄一波
- 政治主任牛佩琮
- 第一大队大队长吕尧卿，政治指导员廖鲁言，游击教官苏鲁。一中队政治指导员孙筠如、二中队政治指导员刘有光
- 第二大队大队长郭季方，政治指导员周仲英，游击教官黄振荣
- 第三大队大队长杜魁文/陈玉堂，政治指导员王鹤峰/高德西，游击教官陈玉堂。九中队长蔡爱卿，政治指导员谢雕；十中队长万席珍，政治指导员谷景生：十一中队长王维舟，政治指导员凌之(后雷荣天)；十二中队长胡兆祺，政治指导员杜元学(孙鉴)
- 军政训练班十一连的30余名女战士自愿报名参加决死队，编入四中队三排，后编为妇女队，由总队政治部直接领导，政治指导员纪雨秀

1937年9月13日，日军侵占大同。此时新军部队扩大，又陆续成立了决死第二、第三、第四总队，原决死队改称决死第一总队。9月21日，决死一总队由薄一波政委率领开赴晋东北抗日前线，在五台县与八路军朱德总司令会见。朱德当面传达了中共中央对抗日战争的战略部署和方针政策，并要薄一波设法得到阎锡山的许可把决死队开到晋东南去建立根据地。1937年10月，决死一总队从五台县经忻具、太原、祁县子洪口，向晋东南沁县，沁原、安泽一带开进。托派分子李石庵，在部队南下途中，煽动少数队员“要北上抗日”，破坏部队开赴晋东南的行动。
1937年11月组建山西青年抗敵決死隊第一纵队，其中的主要政工干部均为中共党员。辖决死第一、第四总队（改名为第二总队）。在1938年、1939年大发展时期，又陆续编入了游击第一团、游击第二团、游击第三团、保安第五团、保安第六团、第二十四团。
- 纵队长鲁应麐(鲁英麟，1937年11月由山西省保安副司令调任，)
- 政治委员薄一波
- 政治主任牛佩琮
- 第一总队：军政训练班、民训团的全部，国民兵军官教导第八团、第九团各300余名学员；军事干部来自阎锡山的旧晋军，政工干部来自八路军[3]总队长台耀西，政治主任周仲英、副总队长云祥(旧军官)。第一大队长吕尧卿(后胡兆祺)，政治指导员刘有光(后张钧)；第二大队长郭思端即郭季方(后张翼天)，政治指导员赵征夫(后侯良辅)；第三大队长陈玉堂(1938年2月到沁县总队部开会，在返回郭道镇路过白窑村时被阎派枪杀；后苏鲁、蔡爱卿)，政治指导员高德西(后张力之，雷荣天、李一萍)。
- 第二总队：原第四总队，由国民兵军官教导第五团改编而成；军事干部来自老西的旧晋军，政工干部来自八路军[3]。总队长贾毓芝
- 第三总队：由沁县、沁源、武乡、襄垣等县人民自卫武装升级改编[3]；
- 游击第一团：沁县游击武装；
- 游击第二团：长子游击武装；
- 游击第三团：以“上党牺盟游击队”为基础组建；
- 保安第五团：以介休游击第五支队，榆武游击第七支队，第十五支队等武装力量与行署政卫营为基础组建；
- 保安第六团：以晋东游击队为基础组建；
- 第二十四团：以介休游击第五支队为基础编成；

在1938年、1939年大发展时期，又陆续编入了游击第一团、游击第二团、游击第三团、保安第五团、保安第六团、第二十四团。
1938年6月，决死一纵纵队长鲁应麐和二总队总队长贾毓芝等旧军官，利用纵队政委薄一波因公不在部队之机，强令一、二总队攻击日军设防的临汾城，声称要打正规战。时任决死一纵队政治主任的牛佩琮和周仲英、刘有光等当即揭穿了鲁、贾的阴谋，坚决不执行没有政治委员薄一波签署的作战命令。事后不久，鲁、贾等相继脱离部队返回旧军。
游击第三团因为团长叛变，被整编为一个营并入游击第二团，团部和编余部队后又扩充成一个新的支队后编入决死第三纵队；保安第六团直接改编成了八路军太行军区十旅二十八团；二十四团改为决一纵独立团，后编入三十八团。
此时决一纵拥有9个团，11000多人。1939年12月，阎锡山发动十二月事变（又称“晉西事變”），进攻决死队，意图清洗掉其中的中共党员。但纵队长薄一波早已做好防范，所以阎锡山的讨伐并没有获得多大成效。最终在八路军的声援下，决一纵全体编入八路军第129师，后编入太岳军区。
“十二月事变” 后，辖5个大团：
- 二十五团：由第三总队和游击第一团合编；
- 三十八团：由第一总队和游击第二团合编；
- 四十二团：由决死第二纵队游击第十二团的一个营和六专署汾东办事处政卫营，二○九旅一个连，第三专署政卫营合编；
- 五十七团：由二一三旅五十七团、五十八团和保安第五团合编；
- 五十九团：由第二总队和二一三旅五十九团合编；
- 政卫二一二旅归决死第一纵队建制，辖五十四、五十五、五十六三个小团。
- “洪赵支队”(团级)归决一纵指挥。

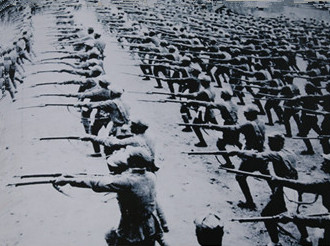
山西新军士兵在练习刺杀

1940年6月，北方局决定成立太岳军区，辖三个军分区，第一军分区由三八六旅兼，第二、三军分区由决一旅兼。1941年1月，第一二九师为使第三八六旅能执行机动作战任务，决定解除其所兼的太岳军区任务，改由决死第一纵队兼太岳军区任务。纵队机关兼太岳军区机关仍设在沁源县阎寨村。司令员兼政委薄一波、副司令员李聚奎、参谋长李成芳、政治部主任周仲英、政治部副主任刘有光。辖决死第一纵队共有4个团，即第二十五、第三十八、第五十七、第五十九团。4个团分别驻在屯留、沁州、唐城和沁源等地。1941年4月打退了国军进攻。1941年8月八路军总部决定成立太岳纵队兼太岳军区的命令，决死第一纵队与第二一二旅、第三八六旅一同编入太岳纵队，同时决死第一纵队改称决死第一旅。陈赓任太岳纵队兼太岳军区司令员，薄一波任政治委员，李聚奎任副司令员，王新亭任副政治委员兼政治部主任，毕占云任参谋长。决死第一旅的领导人：李聚奎兼任旅长，周仲英任政治委员，李成芳任参谋长，刘有光任政治部主任。1941年9月至10月日伪军3万人对太岳区大扫荡。
1942年1月，决死第一旅在沁源县南石村召开了第一次党代表大会。全旅党代表近100人与会，薄一波作了《决死队的过去和现在》的报告，系统全面总结了1936年以来的牺盟会与新军历史。1942年，太岳军区的军分区重新划分，决一旅兼第一军分区。1943年五十七团调到太岳三分区。1943年11月，李聚奎赴延安学习。1944年五十九团南下开辟豫西为河南军区第二支队五十九团，后与河南军区第一支队合编为中原军区第一纵队第一旅。抗战期间，参与了1940年冀中反扫荡、百團大戰、關家垴戰鬥、沁源围困战和豫北反攻等重要战役战斗。
晉西事變后编入八路军一二九师为决死第一纵队，后为中野四纵十一旅，中国人民解放军第十四军第四十师，合成第四十旅等单位。

### 山西青年抗敌决死第二纵队
决死第二总队发展而来。1937年12月组建纵队部，共有6,400人，辖三个总队。八路军先后派来了上百名红军骨干到决二纵担任各级领导职务.下辖：
- - 决死第四总队：1937年9月由“晋绥陆军军士训练第二团” 团部和政训处及其第二、第三营，再加上驻太谷的“晋绥陆军军士训练第一团” 的1个营、国民兵军官教导第九团的200余人组建决死第二总队；
  - 决死第五总队：1937年12月初，决死第二总队南下后，在原驻地扩军第四大队（原灵石游击队）、五大队（在洪洞、赵城和临汾地区扩建的）和随后在灵石、霍县、洪洞、赵城、临汾等地扩建的两个大队组建；
  - 决死第六总队：1937年11月由国民兵军官教导第八团改编
  - 游击第三团：37年冬，由孝义县牺盟游击队和平遥县牺盟游击队为基础组成；
  - 游击第四团：由隰县人民武装自卫队和洪赵游击第一支队合编而成；
  - 游击第五团：是洪洞、赵城、临汾三县联合游击支队和游击一支队合编而成；
  - 游击第六团：由隰县、汾西的游击队和在汾西、赵城边界上活动的张官年营（张为共产党员）合编成的；
  - 游击第十二团：1939年2月由汾西游击队（一度曾编为第六行政区保安四支队）与活动在晋西南的太岳区的决死三纵队游击第十支队合编而成；团长陈雉卿，政治部主任孙迪民。汾西游击队编为第一营。游击十支队编为第二营，营长兼指导员陈晓。
    - 决死三纵队游击第十支队：1938年3月初决死三纵队从纵队部调十余名老兵组建。在11个月里作战数十次，毙伤300余人，伤亡40余人。

  - 保安第十二团：是以四总队第四大队、五总队第四大队及第六行政区保安营合编而成；

1939年6、7月间，决死第二纵队分编为3个旅，游击第六团调归工卫旅改称游击第九团，后工卫旅改称第二○七旅，此团亦改称第二十三团。
- 国民革命军独立第二旅
  - 原第四总队现称二十七团（又称四团）
  - 原第五总队现称二十八团（又称五团）
  - 原第六总队现称二十九团（又称六团）团长陈稚卿，政治主任李曙森
- 第一九六旅
  - 第十五团（原游击第三团）
  - 第十七团（原游击第五团）
  - 第四十一团（原游击第十二团）团长李子法，山西岚县人，曾任二纵队五总队中校总队附，平时表现得追求进步、工作积极、平易近人，同时也指挥打了几场胜仗，获得了纵队政治主任韩钧的信任，还被发展为候补党员，但其实他在1939年3月到秋林受训期间就已经被梁化之收买。
- 保安旅：下辖保安第十一团（原游击第四团）、保安第十二团（原名）

“十二月事变” 前，有12,485人。事变后，约8,000人。1940年3月3,853人。游击第五团编入第四团；游击第十二团大部编入第六团；游击第十二团一部与纵直部分连队编为纵队警卫营，后编入决一纵第四十二团。后来，保安第十一团也被编入第五团；保安第十二团也被编入第四团；保安第十一团一部编入了八路军一一五师晋西支队 ；游击第三团也归晋西支队指挥。晋西支队赴山东后，游击第三团被调归八路军第一二○师，后归还决死第二纵队建制，被编入第五团。至此，决死第二纵队只下辖第四、第五、第六团3个团。
1942年12月有1,280人。
一二○师兼晋西北军区（后为晋绥军区），决二纵兼晋西北第八军分区，三个团分别称为第四、第五、第六支队，分区还有工卫旅、洪赵总队。1942年“精兵简政”，第四和第六支队合并成了新的第六支队。
1945年11月，第五支队编入独立第四旅，随旅编入西北野战军第二纵队；第六支队编为晋冀鲁豫野战军第八纵队第二十四旅第七十团，后来随第四纵队（陈赓、谢富治）渡黄河，南下为第十二旅第三十四团，开辟陕南。1949年被编为第19军第55师第163团。

### 山西青年抗敌决死第三纵队
1937年5月，在寿阳县东关大营盘成立山西国民兵军官教导团第十团，政治工作人员都经过太原军政训练班训练，大部分是进步青年，其中少数是共产党员。军事人员从团长到班长都是旧军人出身，而且是原防共保卫团的底子。学员是从晋南、晋东南和晋中的19个县经考试录取的一批热心抗日、思想进步的小学教员和知识青年。教导第十团编制为3个营，12个连，共计1600余人。1937年9月15日在寿阳县，教导第10团改编为决死第三总队，原营、连改称大队、中队，并建立了政委制，政训处改为政治部。戎子和任政委兼政治主任，李冠军任总队长，配发了轻机枪和弹药。中共党组织给戎子和的任务是：利用合法身份，做阎锡山的工作，保护党组织，开展党的工作，改造好这支队伍。戎子和直归中共山西省工委领导，组织关系由党员高治国单线联系。后又南下到曲沃。
1937年12月下旬，由山西青年抗敌决死第三总队和山西国民兵军官教导团第六团、第七团一部分组建决死三纵队：
- 纵队长：早年参加过中共后脱党的旧军官陈光斗（字耀三）
- 纵队政委：戎子和
- 纵队政治主任：董天知
- 纵队参谋长：颜天明（颜承暇，1932年脱党，1941年重新入党）
- 决死第7总队；总队长王子五，政治主任董天知兼。由决死第三总队为主改编。
- 决死第8总队：总队长刘宝堂，政治主任秦淮。由扩充的新兵组成的，干部是从原决死第三总队抽出。
- 决死第9总队：总队长赵世玲，政治主任任映仑。由原山西国民兵军官教导团第6团的2个营和第7团的1个营组建而成。

随后成立游击第10团，游击第11团，第32团，第五专署保安司令部（辖保安第一、二、三、四支队），都归决死第三纵队指挥。
- 游击第10团；组建于1938年10月，团长雷震，政治主任张维翰。前身有3个部分：一是1938年3月成立的山西民族革命大学第四分校(民大四分校)游击第1支队和1938年初组成的同蒲铁路工人武装自卫队；二是1938年6月成立的民大四分校游击第4支队；三是1938年7月由夏县游击支队第二区队（辖三个中队与手枪队、少年先锋队、干部学校）改编成的决死三纵队游击第11支队。
- 游击第11团
- 第32团
- 山西省第五行政督察专署保安第9团：第五专署区保安第一支队和政治保卫营合编而成。团长于文华（旧军官），政治主任张恒业，参谋长高体。1939年10月清洗了旧军官，从抗大一分校要来了30多名营连排干部，包括副团长余能胜、营长刘盛斌、孙灏正（郑其贵）、一名教导员和几名连长，都是红军干部；还有一批青年学生干部。晋西事变时在壶关县未受损失、未发生战斗。
- 山西省行政督察专署保安第10团：第五行政区保安第四支队、第二支队合编而成。第三营由保安四支队改编，前身为民大六分校游击队。团长卢有年（旧军官），政治主任陈学文。由五专署路东办事处主任杨献珍、张茂甫带领到白晋路以东活动。

1939年6月山西新军被强制改编，并取消了政委制后，决死第三纵队辖8个团8000余人：
- 纵队政治主任张凤阁
- 独3旅：旅长颜天明兼，政治主任董天知兼。
  - 第7总队：总队长张济（张仲舟），政治主任郭鸿璜，大队长刘树茂、张德修、郭培恩
  - 第8总队：总队长孙瑞琨（孙玉玺），政治主任陈士平，副总队长袁士链（曾任孙楚正太路护路军少校团附），大队长刘树茂、张德修和郭培恩。
- 第197旅：旅长赵世玲，政治部主任张凤阁兼
  - 第9总队代总队长王寿堂
  - 游击第10团：团长雷震。由于雷震的机警和果断，在十二月事变中，游击10团成为决死三纵队的六个团中唯一一个成建制归队未受损失的团。
  - 游击第11团
- 山西省第五行政区司令部
  - 保安第9团
  - 保安第10团：1939年6月五专署保安2、4支队合编。团长卢有年(晋绥军中将卢丰年之弟)

晉西事變中，被晋军拉走一个纵队司令部、一个旅部、3个总队(回归了1个中队和2个分队)、1个建制营，3个连，被国军消灭1个营，被顽军缴械3个连，以及一些县的独立营受损，共计损失4000余人，各种物资不可计算。晋城、高平、阳城、陵川、沁水5个县所有的抗日政府、牺盟会、各救会均被摧毁，大批基层党组织遭到破坏。由阳城经晋城东沟、高平宰李、陵川禺居到长治、武乡的这条连接党中央与八路军总部的地下交通线亦被破坏。晋城、高平、阳城、陵川、沁水5个县所有的抗日政府、牺盟会、各救会均被摧毁，大批基层党组织遭到破坏。决三纵余部1940年2、3月间陆续集结在壶关、平顺。1940年4月底，日军进攻晋城一带。第八集团军总司令孙楚率部撤退前，于农历五月初一在阳城县岩山村秋川河滩把决死三纵队第197旅政治主任张凤阁、第七总队政治主任郭鸿璜、第9总队政治主任郝廷珖、浮山县抗日县长武之诚、阳城牺盟特派员江涛（女，吉林省延吉县人）与张哲、第七总队第一大队长卢正维、第七总队第二大队指导员王恩俊、第七总队第三大队指导员何希圣、第七总队政治处组织干事（党总支书记）王贵廷、第七总队中队指导员李发先、宁翔高、仇星彩、第九总队政治处组织干事杨凤鸣等24名被捕的决死三纵队党员领导干部活埋。 
1940年2、3月间，决死第三纵队余部陆续集结在壶关、平顺整编，列入八路军第二纵队序列：
- 司令员戎子和
- 政委董天知1940.8牺牲/傅雨田
- 副司令员李汉光(即李寿轩)
- 政治部主任车敏樵
- 参谋长刘昌义(刘昌毅)/高体
- 第七团：由保安第9团和保安第10团合编为五专署保安团。共2000人。团长余能胜(余伦胜)，团政委宋之春，副团长黄定成（福建上杭老红军，1951年9月病逝），参谋长史景班，政治处主任高治国。原保九团编为第一营、第二营；一营长刘盛斌，教导员蔡剑桥。二营营长孙灏正（郑其贵）、教导员曹振邦。保十团缩编为第三营，营长吴殿甲。
- 第八团：团长宋绍廉,政委贾启允，参谋长王毓淮，政治处主任郝培苗。游击第11团余部编为第一营，营长郑其贵，指导员赵若襄；原第32团余部编为第二营；高平独立营编为第三营，营长王毓淮，指导员王健。1940年6月，撤销8团建制，其连队分别编入7团和9团。
- 第九团：游击第10团和平顺独立营两个连合编。1940年6月第8团团部编入。团长李文昌，政委杨绍曾/贾启允，副团长贾定基(黄定基)，参谋长武承先/王毓淮，政治处主任戴云程/郝培苗。

1940年12月，决死三纵队兼太行军区第三军分区。根据上级精兵简政的指示，第七、九两个甲种团改编成3个丙种团，每团辖4个连。
- 纵队司令员戎子和
- 地委书记兼政委傅雨田/王一伦
- 纵队副司令员兼分区司令员李汉光(即李寿轩)/郭国言
- 参谋长刘昌义(刘昌毅)/高体
- 政治部主任车敏樵/代理主任彭光
- 政治部副主任贾启允/杨绍曾
- 决七团团长余能胜(余伦胜)/尹立海，政委高治国，参谋长戴铮，政治处副主任兼党总支书记孙灏正。
- 决八团团长郭本银，政委谭友夫，副团长吴凤高（安徽六安老红军)，参谋长陈瑞符。1942年3月，再次撤销决八团建制，连队分别编入决七团和决九团。
- 决九团团长邹善芳，政委宋之春，参谋长王毓淮，政治处副主任兼党总文书记李永顺。

1943年3月再一次精兵简政，太行第三军分区与八路军第三八五旅合并。
- 太行第三军分区司令员陈锡联/鲁瑞林
- 地委书记兼政委彭涛
- 副司令员赵辉楼、鲁瑞林
- 副政委兼政治部主任卢仁灿
- 参谋长王智涛
- 政治部副主任车敏樵
- 第769团
- 第14团
- 决7团：1943年9月，决七团奉命调往晋、豫边境的太行第八军分区，在太南、豫北开辟新根据地。1945年元月补充黎城、襄垣部分新兵扩大为两个营。1945年9月扩编为3个营11个连的甲种团。团长程英林，政委孙灏正，参谋长古忠，政治处主任张洪。
- 决9团：1945年初，决九团扩编为2个营8个连的乙种团(包括5个营属连、1个机炮连、1个特务连)。团长贾定基，政委吴殿甲，参谋长杨一清，政治处主任张向善。1945年10月太行军区陵高县独立营并入，并补充豫北新兵千余，扩编为3个营11个连的甲种团。团长贾定基，政委张向善，副团长张振华，参谋长赵之焱，副政委兼政治处主任蔡剑桥。

抗战胜利后，1945年11月中旬成立晋冀鲁豫野战军第八纵队，司令员谢富治，政治委员王鹤峰，辖由第11旅改称的第22旅、由决死3纵队改编的第23旅（旅长黄定基、政治委员车敏樵）、由太岳3分区部队为基础改编的第24旅。第23旅在长治苏店组建，决七团、决九团分别改编为晋冀鲁豫野战军第23旅的第67团和第69团，汾东游击支队改编为第68团。汾东游击支队是于1937年12月初牺盟会李从文、张培森、景仙洲等组建“山西临汾县民众武装模范自卫总队”500余人。1938年2月日军侵占临汾后，民众武装模范自卫总队大部溃散，景仙洲率10余人在临汾大阳区活动，至1938年3月底逐渐发展到80余人，改编为“山西青年抗日决死第二纵队第四总队第五大队第4中队”，景仙洲任中队长（“景支队”）。1939年2月景支队发展成3个中队，升编为决死二纵队第四总队第5大队，辖4、5、6中队，景仙洲任大队长。1940年1月第5大队在沁源县长乐村被改编为太岳军区第3军分区第42团第六连。1940年3月，该连改编为“第18集团军汾东游击支队”辖第l、第2中队，由太岳3分区代管，活动在临汾、洪洞、赵城、浮山、安泽等地。1941年4月汾东游击支队改编为太岳3分区警卫支队。1942年8月复称汾东支队，第2连补充一部分新兵恢复建制。1943年5月斗争形势逐渐转好，支队又组建第3连。1943年6月汾东支队回到临汾与洪洞交界岳壁和杨家掌地区。1945年汾东支队发展壮大为下辖3个营9个连的甲级团。
1945年12月初中央决定晋冀鲁豫野战军第四纵队不去东北，仍留太岳军区。随后第八纵队并入第四纵队，辖第10、第11、第13旅，第23旅改称的第12旅，第23旅所辖第67、68、69团依次改称34、36、35团。1946年6月，第12旅调归太行军区为独立旅，所辖34、36、35团依次改称7、8、9团。1946年12月调回太岳军区改为第12旅，所辖3个团依次改称34、35、36团。1947年4月中央军委决定太岳军区第12旅改称太岳军区第23旅，所辖34、35、36团恢复为67、68、69团。1947年7月28日晋冀鲁豫军区决定以太岳军区机关一部与第22、第23旅合编组成组建晋冀鲁豫军区第八纵队。以各分区部队组建第24旅，归第八纵队建制。临汾战役第23旅牺牲415人，受伤1899人，被授予“临汾旅”荣誉称号。晋中战役该旅338人英勇牺牲（含9名营干部），2175人负伤。从1946年至1953年，该部伤亡1.8万余人。
后为中国人民解放军第六十军第一七九师、步兵第一七九旅、合成第一七九旅等部。

### 山西青年抗敌决死第四纵队
1938年1月由山西青年抗敌决死队第4总队、少年先锋训练第一团、军官教导第2团合编组建山西青年抗敌决死队第4纵队。纵队长梁浩（旧军官），政治委员雷任民，政治主任李力果,下辖第10、第11、第12总队。1938年7、8月间,扩编为5个团，共6000余人。
- 决死第十总队：前身是37年8月在太原组建的少年先锋训练第一团，由工人农民学生组成。总队长武玉山（旧军官）。该部单独在晋西南地区活动。总队附鲁英麟(鲁应禄)升任第二任总队长。
- 决死第十一总队：前身是1936年成立的国民兵教导第二团，原先是训练村长的。1937年8月村长训练结束后，9月接收了牺盟会动员来的1000多名少年先锋队入伍，改为步兵部队。团长朵珍（旧军官，保定军校第五期傅作义的同学），政治主任刘玉衡。阎锡山派旧军官刘武铭、刘鸿绪和王圣瑞分别担任总队长、总队附和副官。刘玉衡趁机提拔王兰麟等一批左倾军官掌握了第三大队。
- 决死第十二总队：前身是1937年5月的国民兵教导第九团。团长韩文彬（日本士官学校毕业的旧军官），政治主任刘玉衡（牺盟会常委）。由于刘玉衡抵制韩文彬的对日言论于1937年6月被调到教导二团，阎锡山派周新九（叛离共产党）任政治主任。冯基平发动挤走周新九，韩文彬被阎锡山撤职。教导九团往决死第一和第二总队输送兵源后剩下的部分再加上军士一、二团调来的几百人就组成了决十二总队。继任政治主任姚仲康推荐倾向进步的一大队长卢宪高担任总队长。
- 游击第六团：1938年5月由牺盟会临县中心区各县游击队和牺盟会太原中心区各县游击队合编，总兵力1300余人，枪700支
- 游击第七团：1938年7月由牺盟会晋西北中心区兴县游击大队和牺盟会岢岚中心区各县游击队合编，总兵力1300余人，总队长张效中，后为从第十二总队调来的冯基平。冯基平到任时从八路军借调来不少干部。该团由地下组织完全控制。
- 第十八团：两个营原是1938年3月兴县公安局长董一飞（党员）成立的兴县游击支队，一个营原是牺盟会雁北游击支队。

决死第四纵队下辖的六个团，从组建过程、军政干部配备情况看，很明显是两种不同情况的部队。第十总队、第十一总队、第十二总队中有大批阎锡山配备的旧军官。而游击第六团、第七团、第十八团内部政治上比较纯洁，有牺盟会和八路军调来的大批军政干部，军政大权都掌握在共产党手里，这就形成了决死第四纵队内部既联合又斗争的复杂局面。
1939年4月，决死第四纵队拆成了两个旅共8000余人：
- 独立第七旅：旅长芦宪高（旧军官），政治主任李力果（党员），参谋长田作良
  - 第三十三团(原第十总队)：团长鲁英麟(鲁应禄)，团政治主任王玉波。
  - 第三十四团(原第十二总队)：团长褚适褐（旧军官），政治主任姚仲康，团附王兰麟（原十一总队积极分子）
  - 第三十五团(原游击第六团) ：团长李宝森（党员）、政治主任张效中（党员）。
- 第二○三旅：旅长刘武铭（旧军官），政治主任刘玉衡（党员）、组织科长刘仰峤。下辖
  - 第十八团：原第18团。1000余人。团长董一飞。政治主任武养民，团附李品仙（旧军官）
  - 第十九团：原游击第七团。团长冯基平
  - 第二十团：原第十一总队。团长刘鸿绪（旧军官）。
- 随营学校：共举办三期，培训1000余人。1939年7月，阎锡山派李景宜任教育长，学校政治主任王黎生把大部分学员安排工作后，将进步教员和指导员全部撤出学校。继任分校政治主任戈润生。
- 前线剧团

“十二月事变”前夕，1939年11月底，与其他人不合的鲁英麟以部队调动为名，带四纵队独7旅33团团部及1、3营投奔晋绥军第三十三军。随后五个团缩编为三个团4000余人，其中第十八团的二营并入八路军一二○师独立第六支队；第十八团第一、三两个营分别并入第十九团、第二十团；第35团并入第34团；随营学校改为教导营。
1940年夏，山西青年抗敌决死第四纵队战斗序列：
- 纵队长：雷任民
- 政委：李力果
- 副纵队长：孙超群（八路军警备六团团长）
- 政治部主任 刘玉衡
- 第19团：团长冯基平，副团长孙桂亭，政治处主任杨叶澎
- 第20团：团长王梦祥，政治处主任刘仰峤
- 第35团：团长李宝森（国立山西大学毕业，解放后任河南平顶山矿务局局长、广西煤炭工业局副局长），政委姚仲廉/刘振堂（老红军，解放后任哈尔滨工业大学党委副书记），副团长李克林（江西兴国县老红军，开国大校）
- 教导营

“百团大战”决死四纵队参加大小战斗25次，部队大量减员，第二十团撤销，部队编入第十九团和第三十五团。全纵队共有3000人。此后，纵队司令员雷任民、第19团长冯基平、政委杨叶澎、第35团长李宝森、政委姚仲康等陆续调延安学习，在反顽斗争中表现突出的大队长李士达（改名李力）及八路军第120师第6支队长黄新义（洪湖红军出身）分别接任第19、35团长。1942年精兵简政、“主力部队地方化”，决死第四纵队兼原晋绥军区第三军分区的忻县、崞县、静乐、宁武分拆组建的第六军分区。第19、35团缩编为各辖五个连的第19支队和第35支队。第6军分区编成：
- 司令员雷任民
- 政治委员劉文珍
- 副司令员孙超群（代理司令员）
- 参谋长王兰麟
- 政治部主任刘仰峤
- 第19支队：支队长李力，副支队长刘新科、政治处主任冀春光。取得了围困蒲阁寨据点、忻县南洞门伏击战、忻静公路娄子沟口伏击战、静乐县悬钟村伏击战的胜利。
- 第35支队：支队长黄新义，参谋长马永海，政治处主任刘翅礼。取得了吉家坪战斗、宁武县山寨村战斗、宁武县春景洼战斗、二马营伏击战、上下鸾桥伏击战的胜利。

1944年形势好转，新成立第20支队。 
抗战结束后，恢复了第十九团和第三十五团的番号，扩编为三营制的大团,并重新组建了第二十团和忻东支队、兴岚支队。孙超群任纵队司令员，王兰麟任纵队参谋长，第19、35团团长仍为李士达、黄新义，第20团团长张榜华。1945年12月，决死四纵队结束。1946年1月，第三十五团编入晋绥军区独立第一旅，后为第一野战军第一军第2师第6团；第十九团编入晋绥野战军独立第5旅为第13团，后发展为第一野战军第三军第9师第25团，1952年编入第一军第3师各团。第二十团1945年改编为晋绥二十一团，后为晋绥六分区41团，1948年6月编为独立第12旅第35团，1949年组成了第七军第20师，沿革为炮兵第7训练基地、高炮第65师。

### 山西新军暂编第一师
第二战区民族革命战争战地动员总会（“战动总会”，1937年9月主任委员续范亭）在晋中等地发动群众，武装群众，组建起来的二十五支基干游击队。1938年初，战动总会及其抗日游击第一路纵队已经拥有五个支队，兵力3,000人。
- 战动总会游击第一路纵队 司令谢嵩、参谋长周平、政治部主任谭公强（战斗牺牲）均系八路军干部，此外还有98名八路军干部被陆续输送到部队里，使得该纵队一开始就成为受八路军领导的武装。
  - 第一支队：战动总会游击干部训练班部分学员在汾阳、文水组建的两个大队和交城游击队编成。支队长和政治处主任是八路军干部周平、詹子风，参谋长是地下党员李维中
  - 第二支队：太原游击队和游击干部训练班部分学员动员群众组成的清太游击队编成。支队长和政治处主任是八路军干部高永祥、任慕湘
  - 第三支队：由文水游击队和文水县警队合编。支队长原为托派分子李石安，政治处主任为许铁民，后李石安因为勾结顽军而被开除，改由八路军干部李森堂（战斗牺牲）担任支队长。
  - 第四支队：由太原成成中学师生游击队编成；
  - 第五支队：战动总会政治服务队和汾阳游击队、第1支队2大队合编而成，总兵力500余人，拥有枪支300余支，支队长为地下党员孙兴华，政治主任为积极分子武人骙。

1938年3月，活动范围限制于晋西北十三县内，并将游击第一纵队和总会下属的其他地方游击队缩编为山西保安第二区下属的八个游击支队，总兵力1.3万余人。没有划入保安第二区的其他游击队则被改编为保安第7团、游击第7团和察绥游击军
- - 保安二区游击第一支队：战动总会游击第一路纵队一、二、三支队转战晋中十余个县，作战100多次，毙伤俘日伪军2000余人，缴获各种枪支2000余件，部队也发展到3000余人。奉命合编后，辖3个营，每营4个连；支队长程子华/王耀辰。编余出来的两个营900余名指战员被移交给了八路军第120师。向晋西北转移途中，游击1支队的不少晋中本地战士因不愿离开家乡而开了小差，抵达岢岚时全支队每营由四个连减员至三个连。
  - 保安二区游击第二支队：第五支队与八路军派出干部组建的岚县游击支队合编，辖2个营共1000余人，支队长和政治处主任仍为孙兴华和武人骙，两个营长陈坊仁、彭凯为红军
  - 保安二区游击第三支队：战动总会武装自卫总队改编，辖3个营；
  - 保安二区游击第四支队：游击第四支队（即成成中学师生游击队）编成，辖4个连。
  - 保安二区游击第五支队：1937年11月由旧军官冀聘之在汾离公路收容晋绥军溃兵组成战动总会游击第三纵队，辖四个大队六个中队共700余人。冀聘之把他的亲戚、同僚全部安排在纵队重要岗位上。为了解决这个问题，1937年12月战地动员总会派八路军干部严尚林担任该支队政治处主任，同时又派来十多个政工干部来协助工作，逐渐掌握了以2大队为骨干的进步力量。1938年2月，游击第三纵队开往晋西北地区配合八路军第120师作战，同时进一步扩大部队，很快发展到八个中队1000余人。3月，按照阎锡山的命令，游击第三纵队改称保安二区游击5支队与宁武县二区自卫队合编，下辖两个营和一个补充大队
  - 保安二区游击第六支队：战动总会游击第十支队改编，辖3个营；支队长邢漱天为旧军官，政治主任谢侃是中间分子
  - 保安二区游击第七支队：宁武、朔县游击队合编，辖1个营另2个连；支队长王家祥为旧军官，政治处主任高钦是地下党员但很快被调去做闲职
  - 保安二区游击第八支队：绥蒙游击队与神木保德、忻县游击队合编，共有指战员200余人。一个月后，原8支队长李躬如因不满当营长而叛变，8支队仅剩40余人。
  - 保安二区司令部特务队：岢岚游击队改编

抗日游击第一路纵队编余的2个营和临县游击支队、文水、交城游击支队以及战动总会1个服务中队，共1,800余人，编入八路军一二○师游击四支队。
离石游击支队1,000余人，划归保安四区编为政卫总队，其后先后改编为保安第七团、新军总指挥部特务团。
察绥游击军4个支队继续留在雁北地区，归一二○师指挥。
1938年9月，将保安二区游击第三支队（3个营14,00余人）调归决死四纵队编为游击第七团。
1939年春的秋林会议后，阎锡山对保安第二区进行了第二次改编，将其下属的七个支队（4支队随八路军120师大青山支队挺进绥远）缩编为第36、37、44团和决死13总队，1939年7月，抗日游击第一路纵队被改编为晋绥军暂编第一师：
- 师长续范亭
- 参谋长张希钦（地下党员）
- 政治主任郝梦九（顽派军官）
- 保安二区第一支队改为第三十六团。团长长征红军罗克桂，政治主任红军干部吴开发（不久叛逃失踪）
- 保安二区第二支队改为第三十七团。团长孙兴华，政委武人骙
- 第五、第八支队合编为第四十四团，团长冀聘之，政治主任严尚林。1939年7月底，2营营长王化南受不了冀聘之的排挤，单独离开部队，冀聘之以此为借口将严尚林等十余名进步干部逮捕、拷打，一个月后才“礼送”去师部。
- 第六、第七支队合编为决死第十三总队，1939年春夏该团被抽出划给顽派掌握的保安十区编入第200旅。政治主任许铁民被晋绥军礼送出境，调回延安学习。
- 第十四支队(后来组建的) 拨归保安四区建制。保安第7团的前身为四专区政卫总队，总队长为地下党员、黄埔三期生杨松青，政治处主任为积极分子阎景纯。一营于1938年2月由离石县警队、离石农民抗日自卫队、离石薛家坪农民自卫队和碛口镇商团合编而成，总兵力500余人，枪支300余支，营长是红军干部李明，教导员是积极分子石洪。1939年1月，四专署将石楼游击队200余人改编为总队二营。1939年7月，四专区政卫总队改称保安7团。为控制该团，阎锡山派工会头目王达三的工人游击队300人改编为该团三营。王达三借去秋林培训的机会离职.团长杨松青便找机会将全营旧军官逮捕后遣返。二营五连为原四专署特务队，连长王金宝因态度极其顽固而被捕处决。

11月初，暂一师政治部主任郝梦九、四十四团团长冀聘之，策动四十四团二营哗变，开往朔县方向企图投日。途中将政治部主任阎尚林、二营教导员张桂等十八名共产党员、军政干部全部扣押。后被续范亭派人追回，除营长王化南少数份子逃跑投日外，大部分兵回到驻地。11月21日，四十四团团长冀聘之率部开往阎军赵承绶防区，续范亭师长亲率第36团、第37团部队追击，在宁武宁化堡包围了有叛变危险的第44团，孙兴华命参谋王青山持师长亲笔信去给包围圈中的44团团长冀聘之，劝其悬崖勒马，除冀聘之带十几个人逃走外，四十四团于25日回到师部驻地进行整训。
“十二月事变” 后暂一师列入了八路军第一二○师的序列。续指挥第36、37团进攻晋绥军骑一军，经激战三昼夜俘虏骑一军三团团长以下300余人，并将骑一军主力驱逐至汾离公路以南。随后第36团北上，支援八路军第120师警备6团追击阎军保安十区部队，第36团则前往兴县，协助工卫旅逮捕了该旅旅长郭挺一，并解救了被阎军扣押的第四专署中八路军干部，俘获了阎军积压在此后方辎重。
1940年3月，第四十四团缩编为第三十七团的第三营，暂一师辖第三十六、第三十七团，全师共计5000余人。师长续范亭，参谋长张希钦、政治部主任兴，保7团则被改编为新军总指挥部直属特务团，原团长杨青松调延安学习，八路军第120师另调陈菊生来接任团长。1940年4月，第三十七团由三个营缩编为两个营。1940年10月，新军总指挥部特务团总部特务团除留下一个加强连编为总部直属特务连外，其余编入第三十六团为其第一营。1940年，续范亭任晋西北军政民联会委员会副主任委员、晋西北行政公署主任。1940年11月，任晋西北军区副司令员。1941年5月，续范亭赴延安疗养。1941年11月，第三十六团、第三十七团都缩编为三、四个连队的小团，共1693人，除第37团团长由老红军王文礼接任外，其余主官不变。1942年12月，暂一师番号保留，师机关撤销 ，第三十六团与第三十七团合并，第三十七团编为其第二营；师直属连队充实其第三营。第三十六团编入晋绥军区第二军分区序列。1943至1945年7月的两年半时间里，第36团共拔除神池、五寨地区日伪军据点26个，兵力发展到2400余人。1945年7月，第三十六团编入晋绥野战军独立第二旅为第三十六团。1945年11月编入新组建的晋绥野战军南纵队（许、孙纵队）仍称独立第二旅第三十六团，1945年底南纵队番号撤销。1946年11月随旅编入晋绥军区第三纵队为独立第二旅第三十六团。1949年2月改称中国人民解放军第1野战军第3军第7师第20团。

### 山西新军政卫二零九旅
山西政治保卫队(简称“政卫队”) ，主要由决死二总队政卫队、第二战区随营学校、抗日学生游击队、随营四分校游击队、晋西南各县自卫队和招收广大爱国的青年学生、工人、农民等组成的。1939年4月的时候，政卫队已经发展到了十个大队(第一到第九大队，外加一个儿童大队) ，共4000多人。
1939年5月，政卫队改编为第二零九旅(又称政卫旅) ，下辖
- 第五十一团(原政卫队第三、五、六大队分别编为第一、二、三营) 团长郭生财(原系晋绥军军官教导团第一期学生兵，毕业后任第209旅参谋处参谋，后在秋林会议中被阎锡山收买，并被破格提拔为第51团团长。暗中串联团内顽固派军官，企图夺取部队控制权，在10月的一次战斗指挥中借日军之手消耗掉第51团力量。)
- 第五十二团(原政卫队第四、第七、第八大队分别编为第一、第二、第三营)
- 第五十三团(原政卫队第一、二、九大队分别编为第一、第二、第三营)
- 儿童大队

“十二月事变”时，1939年12月8日，与晋绥军开战前夜，一直监视着郭生财的第51团政治主任王树君，派警卫员将郭生财及其亲信8连连长董经寰秘密逮捕，并押到野外就地处决。山西新军政卫二零九旅大部与八路军第一一五师晋西支队的两个团合编，还组建了支队的第三团；部分部队并入决一纵第四十二团、决四纵第四团等。1940年夏天晋西支队赴山东编入八路军第三四三旅，支队第三团留在晋西，后来编入晋绥军区第八军分区第五团。晋西支队在赴山东途中，其第二团留在了鲁西发展为教导第三旅第八团（“水东八团”），支队率第一团于1940年10月与一一五师师部会合发展为教导第二旅第四团。 

### 山西新军政卫二一三旅
1938年6月，阎锡山在吉县召开了“古贤会议”，对八路军和各县自卫队的发展壮大日感不安，因而决定将晋西南三角地带的各县自卫总队改编为山西政治保卫队的三个支队，置于其直接控制之下。中共晋西南区党委分析了当时的形势后，认为各县自卫总队都已建立了中共党的组织，但是部队分散各县，形不成合力。阎锡山组编后，只要加强党的领导，并不能改变这支队伍的性质，相反还能避免旧军的瓜分和吞并，得到阎锡山的军费开支，更有利于集中力量对付日本侵略者。于是通过汾城县县长胡西安和牺盟会向阎锡山建议，将汾城、襄陵、乡宁、吉县、河津、稷山、新绛等7县武装合编为山西政治保卫队第二支队（简称政卫二支队）。阎锡山同意后，由晋西南区党委军事部长黄骅主持制定了组编方案。郝玉玺为支队长，政治委员胡西安/纪锦章、支队参谋长张焕，党的负责人程谷梁。1938年10月，在汾城县的西中黄村召开了军政民参加的建队大会，正式宣告了该队的成立，2000余人，六个大队，展转在乡吉地区抗日前线。至1939年6月，该支队已由2000人发展到2700人，武器发展到50支短枪，2000支步枪，200支冲锋枪，30挺轻机枪。还办起了军政干校和和小型兵工厂。其间进行大小战斗百余次。
1938年10月，平陆、夏县、芮城、垣曲四个县抗日自卫总队组建政卫三支队，支队长王清川，政委刘裕民，政治主任霍钟秀，参谋长张克吾。下辖4个大队，分驻各县。对上接收晋豫边区特委书记聂真、组织部长李哲人领导。
1939年6月，山西新军第二一三旅成立，由政卫二支队改编为第五十七团（团长张汉丞，副团长韩震、曹增荣，政治主任贾久民）、五十八团 （团长周义中，副团长刘增业，韩固，政治主任郭寿天）；第五十九团(由政卫三支队改编，一直在中条山独立活动，与旅部很少联系，团长张锐达，副团长杨新民) 。阎锡山派遣3名联络员，分别进驻该旅的旅部和两个团的团部（因三团不在此地）监视行动，收集情报，联络策反。接着又派遣了“突击队”、“敌工团”和“点验员”，进行侦察和策反。还分三批抽调了70名干部到秋林镇集训，企图改变这支部队的性质。针对阎锡山的企图，郝玉玺与程谷梁研究后，进行了针锋相对的斗争。其对策是：对阎锡山的派员，从生活上热情接待，旅部和团部各派一名副官作为他们到旅、团机关和营连活动的联系人，并带他们到抗日前线去视察。另一方面对他们的企图，采取党内口头传达的方式，逐级传达到党员，指示每个党员要外松内紧，提高警惕，不听他们的花方巧语。再通过党员的活动，使每个战士都明确他们的面目。十二月事变前，阎锡山调遣了三十四军、八十三军和六十一军共十一个团的兵力，从北、西、南三面逼近二一三旅防地，形成三面包围的态势。从1939年11月中旬开始，阎军中的顽固派就不断向二一三旅挑衅刁难、扣留人员。11月底乡吉特委书记赵守功前往晋西南区党委开党代会，将同上级党组织联系的电报密码带走了，二一三旅党的领导和上级党组织中断了联系，加之阎军的封锁，连信件也难以送出。 
1939年12月初，阎锡山电报通知旅长郝玉玺前往总部，面谈“有关二一三旅武器弹药的补充问题”。对此，旅部领导认为，统战形势急剧恶化，阎锡山居心叵测，去的不是时机，可以借故推脱不去。但又考虑到，如果不去必然引起阎锡山的怀疑，又为顽军造谣挑衅找到了借口，最后决定还是去着为好，这能进一步了解情况，麻痹敌人，力争捞到一批武器。在这危难时刻，郝玉玺不顾个人安危，毅然带着副官王玉喜、丁荣之，警卫员小王和从特务连调来的两名神枪手李宝林和于太洋，一行6人骑着三匹马前往秋林总部。一到秋林，郝玉玺等人即被软禁起来，在专人的“陪同”下，从事阎锡山预先安排好的各项活动，使郝玉玺无法脱身，更不能同外界接触。这时，警卫员小王被暗害，梁化之给配了一名叫雷光荣的警卫。直到12月25日，胡西安以请郝玉玺吃饭之名，叫郝玉玺与牺盟总会负责人牛荫冠见面。牛焦急地说：“情况这么紧张，连我都要走了，你还来干什么？你来也不先见见我……”郝说：“阎锡山派人在半路上就截住了我，一切活动都由他安排，我无法脱身。你看怎么办？”
1939年12月31日，阎军围歼二一三旅的战斗打响了，二一三旅在党的负责人程谷梁的指挥下，1940年1月1日晚按照原定计划开始从两个渡口过汾河：
- 五十七团在北边的“鱼池”渡口突围
- 五十八团和旅部在南边的“湖李”渡口突围

然后前往晋东南的襄汾县城东北塔儿山。1月3日晚，张汉丞率五十七团作先头部队，程谷粱率旅部和五十八团随后，朝古县方向急行军。1月9日，张汉丞和程谷粱终于带领二一三旅大部队到了八路军太岳区根据地，与太岳军区陈赓司令员、薄一波政委取得了联系。一个星期后，陈赓司令员和薄一波政委下达了指示，要张汉丞将部队带到沁源县，并在那里进行整编，二一三旅改编为“新二团”，派来了团长郑炎辉。
十二月事变中，五十九团团部率领一、二营由中条山转移到稷王山。1940年1月，四营去翼城县途中被65师包围缴械；三营去芮城县发展，被三十八军掩护突围。1940年2月中旬，五十九团奉命转移太岳区时，五十九团团直机关和第一、二两个营，与二一二旅一起转移。
阎锡山觉得争取郝玉玺无望，于1940年元月2日晨假意给了些物资令其归队，同时安排三十四军在半路上杀害。郝玉玺一行6人带着部分武器和少数军饷过了黄河，副官丁荣之逃跑，其余5人路径不熟，仍在大路行进。傍晚时分，行至吉县西关，被三十四军的一个连包围，没收了他们的枪枝弹药，押至东关扣在一个窑洞里，严密看管。是晚，郝玉玺预感到事情不好，他对大家说；“天明后，我可能要出事，你们要设法尽快归队。”说后让王副官给每人发了100块钱。 1940年元月3日上午没有审问，郝玉玺旅长直接押到通往山垢村的半路上枪杀了。第二次提审副官王玉喜，直接枪杀。第三次提审雷光荣。最后提审于太洋和李宝林，经审讯后，送至34军军部特务连当战士。当时于、李2人并不知旅长的去向，几日后见到一营长的马弁身系旅长的皮带，问及此事，方知旅长牺牲。
“十二月事变” 后，第二一三旅列入决死第一纵队序列。

### 山西新军山西工人武装自卫旅
1937年9月18日，山西省总工会成立，太原市委与省总工会决定创建山西工人武装自卫总队。1937年9月27日，山西工人武装自卫总队(团级)在山西国民师范正式宣告成立，由太原毛织厂、西北炼钢厂、兵工厂、印刷厂等厂工人，经在国民师范参加军政训练后组成。总队长李子丰（共产党员）/周子祯，政委郭挺一（非党员，为自强救国同志会工人委员会主任干事，梁化之亲信），政治部主任侯俊岩（党员），副政治主任周子祯（共产党员）。部队党团组织的领导先后有；周子祯、康永和、李子丰、李明、侯俊岩、卓雄、王庆生、王景任等。下属10名连长指导员中，有8名是共产党员，工卫队组建初期，经郭挺一向阎要求，阎发给了冲锋枪500挺、步枪2500支。国民军一团长郭飞龙（旧军官）。10月下旬，总队下设二个大队、五个中队，共800多人，撤离太原，经交城短暂休整，到达中阳县进行整编。调走了旧军官郭飞龙，改任共产党员周子祯为团长，四个大队的10名营级干部中共党员占7名。郭挺一、侯俊岩派出几个工作队分赴中阳、汾阳、孝义、平遥、文水等地动员群众参军，扩建了2个连，组成了重机枪连。八路军120师锄奸部长卓雄化名张英，到工卫队后担任军事总教官，参与军事指挥，卓雄自带电台一部，直接受贺龙、关向应领导，掌握4纵队、工卫队这两支部队。1938年后党团改为党委，周子祯，康永和分别任正副书记，受晋西北区党委领导。
1938年4月由郭挺一向阎锡山建议，把工卫总队（团）扩建为工人武装自卫纵队（旅），郭挺一任纵队长兼政治委员，侯俊岩（共产党员）任政治主任。纵队下设2个总队（团）。第一总队队长周子祯（共产党员），政治主任王景任（共产党员）。第二总队队长李子丰（共产党员）/旧军王伯言/傅贵标，政治主任王庆生（共产党员）。1938年5月，二总队在交城、文水、方山一带组成。其中一营由方山、临县、静乐的农民组成，二营由交城东西社边山农民和韩支队组成，三营由汾阳、孝义等地农民、青年学成组成。1938年9月经郭挺一与阎锡山旧军军长傅存怀、赵承绶争夺，把太原西山圪寮沟知识分子韩谦领导（傅存怀出钱组织）的400人的韩支队争取过来，编入二总队，成为二营。傅存怀、赵承绶向阎锡山告了状，韩谦遭到通缉。韩谦到工卫旅后改名韩益斋，被郭挺一任命为第二总队（22团）上校副团长。
1938年12月，郭挺一就派崔群去决死二纵队联系，通过张文昂把决死二纵队的游击九团经阎锡山批准拨给工卫队，任命崔克轩（崔群）为政治主任。
1939年4月秋林会议后，工卫旅改编为第二○七旅，下辖三个团：
- 第二十一团：团长周子祯/彭嘉诗，政治主任王景任，副团长郑团九
- 第二十二团：二总队改称。团长傅贵标（先）、彭敏（后）、彭凯，团政委王庆生，政治主任曲俊
- 第二十三团：团长李如山（亚马），政治主任崔克轩（先）、麻志皓（后）

该旅干部战士不愿意使用晋绥军番号，更不愿意去掉“工人”二字。经侯俊岩与郭挺一研究，最后改为“工人武装自卫旅”（简称工卫旅）。郭挺一任旅长兼旅政委兼第二专署督察专员。1939年8月旅部决定22团暂留文水、交城筹备军用物资，并协助文水县政府工作；23团尚在晋西南没有开来；旅部与21团开驻岢岚地区。郭挺一的二专署管辖岢岚、五寨、神池、忻县、河曲、保德、偏关7县，旅部驻在岢岚城内。 
1939年9月，第二十三团移防岢岚、五寨等地；第二十二团仍留交城。
十二月事变中，工卫旅积极投入反顽斗争：二十三团解决和接管了岢岚县政府及第二专署；二十二团配合兄弟部队解决了第八专署；二十一团配合彭八旅、决死四纵队、暂一师参加了临县窑头，寨上等战斗。1940年1月，第二○七旅列入八路军第一二○师序列。旅医院设在不足10户人家极为偏僻的交城县罗板沟建立一排能容纳近百名伤员的土房子依势靠坡搭枝建起，柳莹（女）任医院支部书记，全体医护人员自己种粮，上山采野杏核、野桃核榨油，种菜养猪改善生活。1940年3月改编为八路军工人抗日武装自卫旅（“工卫旅”），1940年4月21团返回交城，23团编入21团。仅辖第21团和第22团。1942年1月工卫旅全部到达兴县集中休整。1942年4月，贺龙师长在工卫旅全体军人大会上说：“苏联有个工人师，中国有个工人旅，就是你们。”1942年10月“精兵简政”，旅部机关撤销，保留番号，第二十二团并入第二十一团，隶属晋绥军区第八军分区。1942年11月，第21团奉命返回交城，执行“挤”敌任务。1943年6月，21团先一个营另二个连，后团部及其余所有连都离开交城移防兴县。1943年11月，第21团直属于晋绥军区。
1945年4月，调归晋绥军区2分区兼独二旅，仍称21团。1947年9月改称西北野战军第三纵队独立二旅第6团。1949年2月改称中国人民解放军第一野战军第3军第7师第21团。
1952年7月1日，第21团改编为第1军第7师战车团。1953年1月该团编散，仍保留番号。1953年3月，以步兵学校抽调部分干部战士、坦克第1、第2、第3训练基地和装司修理营抽调部分乘员，重新组建机关和营连机构，番号坦克自行火炮212团，隶属第7师，暂归华北军区装甲兵领导。1955年4月5日入朝归建。

## 历史
青年抗敌决死队是阎锡山将原山西军政训练班、民训干部教练团和山西国民兵军官教导团的一部为基础改编而成。
1937年8月1日，山西青年抗敌决死队在山西太原正式成立。
开始成立的是第一总队，后二、三、四总队相继成立。日军侵入山西后重新编制为山西青年抗敌决死队第一、第二、第三、第四纵队，下辖一至十二总队，共十二个团。
1938年6月上旬，阎锡山在吉县古贤村召集各军、师主要高级军官秘密会议（“第一次古贤会议”），讲话称：“这次会议是给你们开追悼会的，但是如果你们懂的了道理，也可以说是庆生会”“抗战以来，晋绥军抗光了，唯独八路军不但没减少，反而增加了”。会议决定各军、师成立干部学校，以阎锡山的“四新教育”为阎军培养军官；决定将给决死纵队的2个军的番号给七十一师（郭宗汾）扩编为三十三军、教导二师（彭毓斌）扩编为三十四军。第一次古贤会议后，阎锡山开始限制、削弱、分化新军，授意部属向中共提出取消动委会。1938年9月，阎锡山在吉县古贤村召开“抗战行政检讨会议”（第二次古贤会议），进一步从政治上限制和打击牺盟会势力的发展。
从1938年底开始，决死队进行了“西林整军”，共产党八路军的朱德、彭德怀、左权等将领来给决死队干部训练，决死队完全由共产党掌控。1939年上半年，决死队发展到50个团，约四五万人，占阎锡山麾下150个团的三分之一。
1939年3月25日至4月22日，阎锡山在陕西宜川县秋林镇召开“军政民高级干部会议”（秋林会议）。参加会议的有山西新、旧军师长、独立旅旅长以上部队军官、各区专员、保安司令以上行政区干部，公道团县团长、部分县长及牺盟特派员等共一百六十七人。会期二十九天。阎锡山在会上提出取消新军政治委员、改编新军为旧军、缩小专员职权，以同志会代替牺盟会、取消动委会、限制群众运动等议案。会后，阎锡山决定成立“山西省政府”，下设四个省府行署：晋东北区驻五台设第一行署，杨澄源任主任；晋西北区驻岚县设第二行署，赵承绥任主任；晋东南区驻阳城设第三行署，孙楚任主任；晋西南区驻吉县设第四行署，陈长捷任主任。1939年5月13日，中共中央发出关于宜川会议（即秋林会议）后阎锡山的动向的电示：阎锡山召开宜川会议的重要决定内容为：
1. 取消新军政委，政工人员服从同级军官；
2. 缩小专员权限，不能直接委任县长；
3. 强调“同志会”为领导军政民工作的最高组织；
4. 限制民众运动。

阎锡山向右转，我党的方针与工作是：
1. 提出巩固山西内部团结统一，拥护阎锡山坚持抗战，巩固晋绥军与八路军的合作；
2. 对国民党应采取抵制的方针，对复兴及西西等顽固分子应坚决与之斗争；
3. 对山西旧军旧派应采取争取的方针；
4. 对山西新派应帮助巩固其已得阵地与力量，应用各种方法抵制新派专员、县长的撤换
5. 在党内部要明确的解说中央方针，防止党员丧失自己的立场，轻易离职的现象。
6. 党组织应更秘密起来，特别是在新军和政权中的党员更应力求短小精干。

1939年6月阎锡山根据“秋林会议”上取消政委制和新军一律按阎军统一的建制和番号进行整编的“决议案”，对新军进行了改编：
- 决死一纵队改编为：
  - 独一旅，旅长梁述哉（旧军官），政治部主任牛佩综
  - 二一六旅，旅长台耀西（旧军官），政治部主任固仲英（党员）。
- 决死二纵改编为：
  - 独二旅，旅长艾子谦（旧军官），政治部主任韩钧（党员）
  - 一九六旅，旅长白英杰（旧军官），政治部主任徐荣（党员）。
- 决死三纵队改编为：
  - 独三旅，旅长颜天明（旧军官），政治部主任董天知
  - 一九七旅，旅长赵世玲（旧军官），政治部主任张凤阁（党员）
- 决死四纵队改编为：
  - 独七旅，旅长芦宪高（旧军官），政治主任李立果（党员）
  - 二〇三旅，旅长刘武铭（旧军官），政治主任刘玉衡（党员）
- 工卫队改编为二〇七旅，旅长郭挺一，政治部主任侯俊岩。
- 政治保卫队改编为三个旅
  - 二〇九旅，旅长张韶芳，政治部主任廖鲁言
  - 二一二旅，旅长孙定国，政治部主任成林
  - 二一三旅，旅长郝玉玺，政治部主任程国梁。
- 续范亭领导的动委会游击支队编为暂一师，师长续范亭，参谋长张希钦，郝梦九任政治主任。

此外，阎锡山拟将薄一波调秋林任山西省政府建设厅长，雷任民少将参事。张文昂和戎子和仍任六、五公署专员兼本专署保安旅旅长。1939年7月1日，战动总会被阎锡山强令解散，于是日发出结束通告宣布：“本会遵照阎司令长官的转令，于本年六月底正式结束，所有各县、区、村级战地动委会以及雁北、察、绥各工作委员会、工作团与办事处，均遵令一律结束。”动委会的人员，一部分由程子华率领导晋察冀抗日根据地。一部分留在晋西北转到其他工作部门，还有少数人分别到了秋林和延安。1939年8与10日，中央发出《关于阎向右转后我们对策的指示》：阎自秋林会议后，日向右转，最近许多布置有害于抗战。我应：（一）给阎的进攻以后反攻与抵抗。除共产党、八路军给以公开批评外，在山西，新军及牺盟内部以阎过去进步纲领反对阎今天之倒退，给其进攻以有力的与必要的反抗，但均应注意方式，不应在报纸上及言论上公开反阎。（二）采取一切办法，在政治上、组织上巩固党、整顿党，使党成为短小精干强有力的领导核心。拟于适当时机派人与阎谈判。9月21日，中共中央发出《关于在山西开展反逆流斗争的指示》指出“山西形势，自秋林会议后起了很大变化。逆流继续发展，而反逆流斗争手效不大”，因此在山西必须开展反对投降妥协的斗争；共产党八路军应对山西形势表明整个态度，八路军在山西之各部队将领，应当对山西抗战问题发表公开意见；共产党在山西的组织。尤其是新军牺盟及政权中的党组织，必须严密紧缩，停止不可靠分子的党员组织关系，洗刷坏分子、投机分子。
1939年10月下旬开始，阎锡山在秋林召开“同志会”临时代表会，阎军主要将领召到秋林，部署向新军发动进攻的计划。会上成立了“讨叛军总指挥部”，六十一军军长陈长捷任总司令，决定将晋西南的四个军一个师一个旅，在日军配合下，集中先解决决死二纵队。对晋东南、晋西北、晋东北都进行了军事部署。1939年11月15日夜，王靖国等二十八人在阎锡山家中歃血为盟，成立了“铁军”组织，规定一人发展三人，递层发展，所以也称“三三铁军团”，号召建立三十万铁军作为长期反对共产党八路军的核心力量。
1939年11月19日，中共中央发出《关于山西反投降斗争的指示》，指出全党应该注意以下各点：（一）建立胜利信心，使全党及新派懂得，只要方针对与步骤无错误，客服投降分裂倒退是可能的。（二）使党员和新派懂得，不得其时不得其地的幻想痛快干法是有害的。一定要坚决的有步骤的去干。（三）一定要有正确的方向，要有通盘的计划，要有适当的步骤。（四）对于最坏分子于最坏行为，须丝毫不犹豫的坚决的但是有步骤的有胜利把握的打击之。（五）要把每一地区内新派各种力量中间的主要党员干部组成一个五至七人的小委员会，作为团结新派领导新派行动的核心，区党委应密切注意该区斗争的发展，并适当指导这个核心。
1939年12月爆发晉西事變决死队宣佈起義，成功的打擊閻錫山勢力，1940年2月决死队并入八路军。

## 山西新军出身的开国将军
三、从山西新军走出了82位开国将军
山西新军出了1位开国上将、6位开国中将，75位开国少将。
开国上将
- 李聚奎：决死第一纵队副司令员、决1旅长兼太岳军区第1军分区司令员，1958年由石油部长调任总后勤部政委时补授上将军衔。

开国中将
- 决死3纵队参谋长刘昌毅
- 决1旅副旅长兼太岳军区第1军分区副司令员李成芳
- 决死3纵队副司令员兼太行军区第3军分区副司令员李寿轩
- 决死4纵队训练部部长肖新槐
- 山西战地总动员委员会第二支队(后编入暂一师)副支队长旷伏兆
- 决死队教导二团一科科长周彪

1955年开国少将
- 王展，第36团3营政治教导员，1964年任南京军区炮兵政治部主任时晋升为少将军衔。
- 王屏，山西战地总动员委员会第2支队政治处主任，1955年任辽宁军区政治部主任时被授予少将军衔。
- 王兰麟，决死4纵队参谋长，1955年任军委训练总监部军校部副部长时被授予少将军衔。
- 车敏樵，决死3纵队政治部主任，1955年任第一军医大学校长时被授予少将军衔，
- 刘丰，决死1纵队42团团长，1955年任空3军军长时被授予少将军衔。
- 刘有光，决死1纵队38团政委， 1955年任军事工程学院副政委时被授予少将军衔。
- 孙超群，决死4纵队副司令员，1955年任华北军区防空军司令员时被授予少将军衔
- 严俊，决死1纵队供给部部长，1955年任总后勤部军需部副部长时被授予少将军衔。
- 苏鲁，决死1纵队25团团长，1955年任山西军区长治军分区司令员时被授予少将军衔。
- 李觉，决死队晋西支队2团3营政治教导员。1955年任西藏军区副司令员时被授予少将军衔。
- 谷景生，决死1纵队民运部部长，1955年任防空军副政委被授予少将军衔。
- 何辉，山西新军晋西北总指挥部政治部组织部部长，1955年任海军第二航空学校政委时被授予少将军衔。
- 邹善芳，决1旅9团团长。1955年任河南军区南阳军分区司令员时被授予少将军衔。
- 张忠，207旅第21团团长，1955年任西藏军区筑路部队副司令员时被授予少将军衔。
- 张开基，决死2纵队6团团长，1955年任西北军区炮兵副司令员兼军械部长时被授予少将军衔。
- 张汉丞，决死1纵队57团团长， 1955年任海军后勤部长时被授予少将军衔。
- 张希钦，暂一师参谋长、副师长。1955年任新疆军区副司令员兼参谋长时授予少将军衔。
- 张新华，207旅参谋长，1955年任福建军区炮兵司令员时被授予少将军衔。
- 陈波，决死3纵队8团军事教员， 1955年任公安军后勤部政委时被授予少将军衔。
- 周子祯，山西新军晋西北总指挥部供给部部长，1955年任总后勤部运输部副部长时被授予少将军衔。
- 胡正平，决死3纵队8团团长。1955年任重庆步兵学校校长时被授予少将军衔。
- 胡荣贵，决死1纵队38团政委，1955年任云南军区政治部主任时被授予少将军衔。
- 查玉升，决死1纵队59团团长。1955年任14军军长时被授予少将军衔。
- 钟人仿，决死2纵队参谋处长，1955年任装甲兵参谋长时被授予少将军衔。
- 袁学凯，决死1纵队25团副团长，1955年任西北军区空军参谋长时被授予少将军衔
- 索立波，207旅2总队队长， 1955年任67军副军长时被授予少将军衔。
- 涂则生，212旅参谋长，1955年任西康军区副司令员时被授予少将军衔
- 徐其孝，决死1纵队25团团长，1955年任昆明步兵学校校长时被授予少将军衔。
- 高体乾，决死3纵队参谋长，1955年任中南军区司令部训练处长时授予少将军衔。
- 鲁瑞林，决死3纵队副司令员，1955年任云南军区参谋长时被授予少将军衔。
- 雷震，决死3纵队9团团长，1955年任解放军33文化速成中学校长时授予少将军衔。
- 蔡爱卿，决死1纵队38团团长、决1旅副旅长，1955年任中南军区防空军第二副司令员时被授予少将军衔。
- 谭友夫，决死3纵队8团政委，1955年任60军副军长被授予少将军衔。
- 谭右铭，决死4纵队10总队政治处干事， 1955年任政治学院政治部副主任时被授予少将军衔。
- 颜东山，山西青年抗敌决死队军官学校学员队长，1955年任炮兵20师政委时被授予少将军衔。
- 黎锡福，决死1纵队57团团长，1955年任13军副军长时被授予少将军衔。

1961年晋升的开国少将
- 王庆生，207旅政治部副主任，1961年任兰州军区政治部主任时晋升为少将军衔。
- 王砚泉，决死1纵队司令部队列科科长，1961年任昆明军区副参谋长时晋升为少将军衔。
- 王黎生，决死4纵队政治部组织科长。1961年任山西省军区副政委时晋升少将军衔。
- 史景班，决死2纵队独立营营长，1961年任60军副政委时晋升为少将军衔。
- 吕仁礼，决死4纵队35团副团长、代团长，1961年任炮兵15师师长时晋升少将军衔。
- 李懋之，决死1纵队25团参谋长。1961年任军事工程学院物资保障部部长时晋升为少将军衔。
- 杨文安，暂一师36团副团长，1961年任空军高炮指挥部副司令员时晋升为少将军衔。
- 杨世荣，决死1纵队25团政治处主任。1961年任政治学院政治部副主任时被晋升为少将军衔。
- 张钧，决死1纵队38团1营政治教导员，1961年任国防部5院1分院政委时晋升为少将军衔。
- 张子明，决死1纵队25团政治处副主任。1961年任军事工程学院教育长时晋升为少将军衔。
- 高德西，决死1纵队59团政委，1961年任46军政委时晋升为少将军衔。
- 符先辉，决死1纵队54团长，1961年任北京军区工程兵部主任时晋升为少将军衔。
- 靳虎，决死第3纵队9团团长，1961年任海军预科学校校长时晋升为少将军衔。
- 雷英夫，决死队教导2团7连指导员。1961年任总参作战部副部长时晋升为少将军衔。
- 雷起云，决死1纵队25团政治处主任，1961年任14军政委时晋升为少将军衔。
- 克忠，212旅56团团长，1961年任工程兵工程学院副院长兼训练部长时晋升为少将军衔。

1964年晋升23位开国少将

1955年开国少将王兰麟、车敏瞧、刘有光、张希钦、胡荣贵、索立波、谭佑铭7位以山西新军为革命起点。
在1961年和1964年晋升的39名少将中，有33位是以参加山西新军为革命起点

## 政治历史待遇
1979年9月12日，薄一波就牺盟会、山西新军问题写了一份报告呈送“小平同志并报党中央”：
“到1939年，决死队已扩编为4个纵队，并以工卫旅、敢卫队、游击团、保安团和暂编一师等各种名称组成了一支拥有正式番号的9个旅(辖50个团)7万余人、枪的抗日武装。这支武装形式上是戴着‘山西帽子，归阎锡山指挥，实际上则是由我党领导的。……因此，似有必要对这一问题予以重新说明：牺盟会、决死队和其他新军部队，都是由我党发动组建并始终是我党领导指挥的革命组织、革命武装。所以决死队成员的这段历史，都应当从他们参加决死队之日起计算军龄；所有参加了牺盟会以及由我党动员组建的其他各种干部训练班和国民兵军官教导团等抗日救亡活动的，都是参加革命活动，应计算参加革命工作年限。……”
时任中共中央副主席、中央军委副主席、国务院副总理邓小平批示：“这是一个不成问题的问题，应予澄清。可由总政发一通知，重申五二年二月的规定。”时任中共中央主席、中央军委主席、国务院总理华国锋（1937年牺盟会交城县特派员，1940年任交城县牺盟会秘书，中共交城县委宣传部部长）批示：“同意由总政发一通知，重申一九五二年的规定，并将通知抄送各省委。”
1979年12月7日，中共中央组织部、中国人民解放军总政治部联合发文《关于确定山西“牺盟会”人员的参加革命工作时间和“决死队”的军龄计算问题的通知》。这是新中国成立以来就此问题的第三次定性通告：

　　近来，有不少同志提出了参加“山西牺牲救国同盟会”、“山西青年抗日决死队”这段历史，如何确定参加革命工作时间和计算军龄的问题。.
　　关于参加山西“决死队”军龄计算问题，总政治部一九五二年二月五日，总政治部、总干部部一九五五年十月曾作过规定。一九五二年二月五日规定：“凡于决死队正式成立后，而参加决死队者，其军龄以参加决死队之日算起”，一九五五年十月规定；“抗战初期参加山西决死队、工卫旅、暂编一师、政治保卫队的人员，应从一九三九年十二月晋西事变（起义）时起计算军龄”。这两个规定不一致，前者是符合实际情况的，后者是不妥的。
　　经研究并请示中央同意，现将关于参加山西“牺盟会”人员的参加革命工作时间和“决死队”军龄计算问题，规定如下：
　　“牺盟会”、“决死队”和其他新军部队，都是由我党发动组建，并始终是我党领导指挥的革命组织、革命武装。所有“决死队”（包括其所属的工卫旅、政卫队、暂编一师等部队）成员的这段历史，都应从他们参加决死队之日起计算军龄。
　　参加“牺盟会”的，只下列人员算参加革命工作时间：
　　（一）由我党组织或我党领导下的各革命组织动员派往牺盟会工作的，从派往工作之日算起，在牺盟会新发展的党员，从入党之日算起；
   （二）牺盟会的各级领导人员（指特派员、协助员以及牺盟会县分会、区分会负责人以上人员），在牺盟会活动期间和停止活动以后，一直在我党领导下坚持革命工作的，从参加牺盟会之日算起。参加了山西军政训练班、民政训练团和国民兵军官教导团抗日救亡活动的，从参加这些组织之日算起。

　　各单位可按上述通知精神，对参加“牺盟会”、“决死队”等组织成员的参加革命工作时间、军龄计算进行一次清理，凡与本通知不符的予以改正。需要改正的，中央一级机关由各单位党组审定；地方的由省、市、自治区党委组织部审定。军队由各总部、各大军区、各军兵种、国防科委、国防工办、军事科学院、军委直属各院校政治部审定。
1985年夏，时任中央政治局常委陈云给薄一波建议：“许多同志对你们山西牺盟会和新军不了解，你们可以在报上写篇文章介绍一下。”1985年9月16日和20日，人民日报发表了由新军史料征集办公室撰写、薄一波审定的《抗日战争中的牺盟会和山西新军》。事后国家领导人陈云、叶剑英、李先念、王震等都电话向薄一波表示，文章写得好，把牺盟会、山西新军的历史写清楚了。

## 决死队在現代
截至2021年，曾隸屬決死隊的部隊仍然存在於中國人民解放軍的編制中，它們是：
- 中国人民解放军陆军合成第四十旅，又名“決死勁旅”，為前決死第一縱隊
- 中国人民解放军陆军合成第一七九旅，又名“光榮的臨汾旅”，為前決死第三縱隊
- 中国人民解放军陆军合成第五十五旅，又名“雪域雄师”，为前政衛第二一二旅

## 成员
山西汾城部分参团青年名单。